# Вилмецано (Верона)
Вилмецано је насеље у Италији у округу Верона, региону Венето.
Према процени из 2011. у насељу је живело 101 становника. Насеље се налази на надморској висини од 448 м.